# موريس (إلينوي)
موريس (بالإنجليزية: Morris, Illinois)‏ هي مدينة تقع في الولايات المتحدة في إلينوي. يقدر عدد سكانها بـ 13,636 نسمة.

## التركيبة السكانية
حدّد مكتب تعداد الولايات المتحدة بيانات التركيبة السكانية لموريس في تعداد الولايات المتحدة. في ما يلي، التركيبة السكانية حسب تعدادي 2000 و2010.

### تعداد عام 2000
بلغ عدد سكان موريس 11,928 نسمة بحسب تعداد عام 2000، وبلغ عدد الأسر 4,831 أسرة وعدد العائلات 3,069 عائلة مقيمة في المدينة. في حين سجلت الكثافة السكانية 448.8 نسمة لكل كيلومتر مربع (1,162.4/ميل2). وبلغ عدد الوحدات السكنية 5,084 وحدة بمتوسط كثافة قدره 191.3 لكل كيلومتر مربع (495.5/ميل2).
وتوزع التركيب العرقي للمدينة بنسبة 95.35% من البيض و0.34% من الأمريكيين الأفارقة و0.23% من الأمريكيين الأصليين و0.51% من الأمريكيين ذوي الأصول الآسيوية و0.03% من سكان جزر المحيط الهادئ و2.45% من الأعراق الأخرى و1.10% من عرقين مختلطين أو أكثر و6.94% من الهسبانيون أو اللاتينيون من أي عرق.
بلغ عدد الأسر 4,831 أسرة كانت نسبة 34% منها لديها أطفال تحت سن الثامنة عشر تعيش معهم، وبلغت نسبة الأزواج القاطنين مع بعضهم البعض 50.8% من أصل المجموع الكلي للأسر، ونسبة 9.3% من الأسر كان لديها معيلات من الإناث دون وجود شريك،  بينما كانت نسبة 3.4% من الأسر لديها معيلون من الذكور دون وجود شريكة وكانت نسبة 36.5% من غير العائلات. تألفت نسبة 31% من أصل جميع الأسر من عدة أفراد يعيشون في نفس المنزل ونسبة 13.2% كانت تتألف من شخص يعيش بمفرده يبلغ من العمر 65 عاماً أو أكثر. وبلغ متوسط حجم الأسرة المعيشية 2.40، أما متوسط حجم العائلات فبلغ 3.03.
بلغ العمر الوسطي للسكان 36.9 عاماً. وكانت نسبة 25% من القاطنين تحت سن الثامنة عشر، وكانت نسبة 8.5% بين الثامنة عشر والرابعة والعشرين عاماً، ونسبة 29.4% كانت واقعةً في الفئة العمرية ما بين الخامسة والعشرين والرابعة والأربعين عاماً، ونسبة 20.3% كانت ما بين الخامسة والأربعين والرابعة والستين، ونسبة 14% كانت ضمن فئة الخامسة والستين عاماً فما فوق. يوجد لكل 100 أنثى 97.0 ذكر، ويوجد لكل 100 أنثى في الثامنة عشر من عمرها فما فوق 95.1 ذكر.
بلغ متوسط دخل الأسرة في المدينة 44,739 دولارًا، أما متوسط دخل العائلة فبلغ 54,987 دولارًا. وكان متوسط دخل الذكور 44,071 دولارًا مقابل 25,206 دولارًا للإناث. وسجل دخل الفرد الخاص بالمدينة 22,256 دولارًا. وكانت نسبة 5% من العائلات ونسبة 6.6% من السكان تحت خط الفقر، وكان من هؤلاء نسبة 7.5% تحت سن الثامنة عشر ونسبة 6.7% في الخامسة والستين من العمر وما فوق.

### تعداد عام 2010
بلغ عدد سكان موريس 13,636 نسمة بحسب تعداد عام 2010، وبلغ عدد الأسر 5,501 أسرة وعدد العائلات 3,491 عائلة مقيمة في المدينة. في حين سجلت الكثافة السكانية 513 نسمة لكل كيلومتر مربع (1,328.7/ميل2). وبلغ عدد الوحدات السكنية 6,010 وحدة بمتوسط كثافة قدره 226.1 لكل كيلومتر مربع (585.6/ميل2).
وتوزع التركيب العرقي للمدينة بنسبة 93.15% من البيض و1.03% من الأمريكيين الأفارقة و0.24% من الأمريكيين الأصليين و0.72% من الأمريكيين ذوي الأصول الآسيوية و0.03% من سكان جزر المحيط الهادئ و3.49% من الأعراق الأخرى و1.34% من عرقين مختلطين أو أكثر و9.58% من الهسبانيون أو اللاتينيون من أي عرق.
بلغ عدد الأسر 5,501 أسرة كانت نسبة 32.7% منها لديها أطفال تحت سن الثامنة عشر تعيش معهم، وبلغت نسبة الأزواج القاطنين مع بعضهم البعض 48% من أصل المجموع الكلي للأسر، ونسبة 10.7% من الأسر كان لديها معيلات من الإناث دون وجود شريك،  بينما كانت نسبة 4.8% من الأسر لديها معيلون من الذكور دون وجود شريكة وكانت نسبة 36.5% من غير العائلات. تألفت نسبة 30.4% من أصل جميع الأسر من عدة أفراد يعيشون في نفس المنزل ونسبة 12.1% كانت تتألف من شخص يعيش بمفرده يبلغ من العمر 65 عاماً أو أكثر. وبلغ متوسط حجم الأسرة المعيشية 2.44، أما متوسط حجم العائلات فبلغ 3.05.
بلغ العمر الوسطي للسكان 37.8 عاماً. وكانت نسبة 24.6% من القاطنين تحت سن الثامنة عشر، وكانت نسبة 8.1% بين الثامنة عشر والرابعة والعشرين عاماً، ونسبة 27.5% كانت واقعةً في الفئة العمرية ما بين الخامسة والعشرين والرابعة والأربعين عاماً، ونسبة 25.6% كانت ما بين الخامسة والأربعين والرابعة والستين، ونسبة 14.2% كانت ضمن فئة الخامسة والستين عاماً فما فوق. وتوزع التركيب الجنسي للسكان بنسبة 48.5% ذكور و51.5% إناث.

## أعلام
- جاك بويل
- ألبرت كينغزبيري
- رونالد ستيل
- إد برادي
- بولي ولف